# Заболуева, Светлана Александровна
Светлана Александровна Заболуева (после первого замужества — Антипова; 20 августа 1966, Мытищи, Московская область, РСФСР, СССР) — советская и российская баскетболистка, олимпийская чемпионка 1992 года. Выступала за БК ЦСКА (Москва), БК «Динамо» (Москва). Заслуженный мастер спорта СССР (1992).

## Биография
Была замужем за баскетболистом Сергеем Антиповым. С 1997 года замужем за Сергеем Беловым.
Занималась в классе тренера Людмилы Исааковны Пашинской.

## Достижения
- Олимпийская чемпионка 1992 г.
- Серебряный призёр ЧМ-1998
- Чемпионка Европы 1989, 1991
- Бронзовый призёр ЧЕ 1999
- Чемпионка России в составе ЦСКА 1992—1997, 1999
- Участница ОИ 1996 (5-е место)